# 利達平原

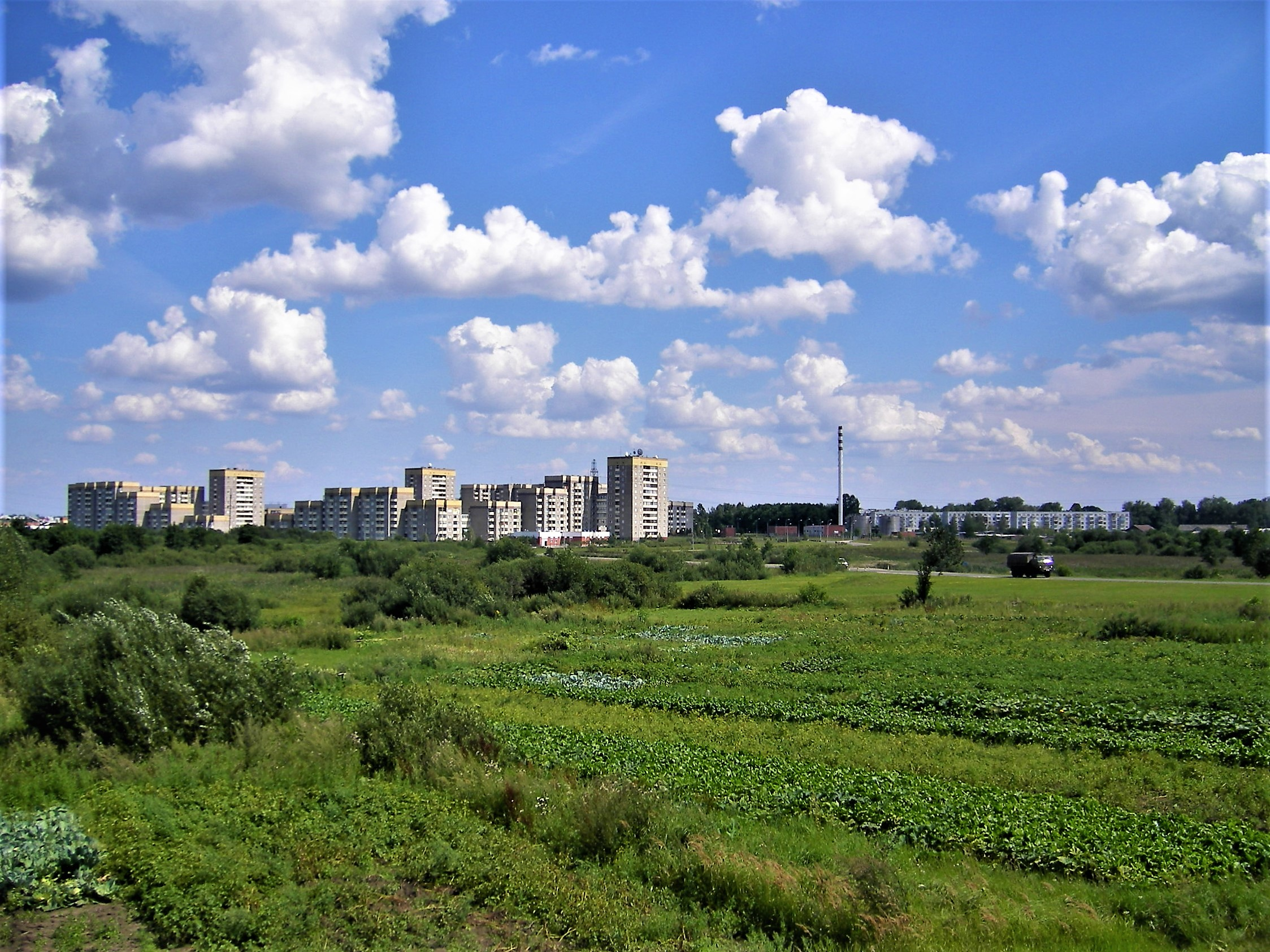

利達平原是白俄羅斯的低地，位於該國西北部，毗鄰與立陶宛接壤邊境，由格羅德諾州負責管轄，長125公里、寬50公里，面積約4,000平方公里，平均海拔高度150至200米。